# 宝塚歌劇団42期生
宝塚歌劇団42期生（たからづかかげきだん42きせい）とは、1955年（昭和30年）に宝塚歌劇団に入団し、『眠れる美女』『春の踊り』で初舞台を踏んだ36人を指す。

## 概要
この期には女優の加茂さくらが入団。

## 一覧
| 芸名         | 読み仮名          | 誕生日   | 出身地         | 出身校               | 芸名の由来                                                                         | 愛称                      | 役柄 | 退団年 | 備考 |
| ------------ | ----------------- | -------- | -------------- | -------------------- | ---------------------------------------------------------------------------------- | ------------------------- | ---- | ------ | --- |
| 明津珠女     | あきつ たまめ     | 1月15日  | 兵庫県神戸市   | 岡山県立南海高等学校 | 万葉集                                                                             | パー子                    |      | 1959年 | 夫はジャズピアニスト・ハモンドオルガン奏者の小曽根実 息子はジャズピアニスト・小曽根真・サックス奏者・小曽根啓 |
| 東恭子       | あずま きょうこ   | 3月20日  | 京都府京都市   | 華須女子中学校       | 叔母が命名                                                                         | アチ子 ゆきちゃん         |      | 1958年 | |
| 安宅関子     | あたか せきこ     | 1月5日   | 東京都         | 甲南女子学園         | 叔母の芸名を襲名                                                                   | シンコ                    |      | 1957年 | 妹は亜紀かほる・亜紀杏子                                                                                      |
| 泉多歌子     | いずみ たかこ     | 4月22日  | 兵庫県尼崎市   | 尼崎市立尼崎高等学校 | 「湧き出づる泉のごとく 新鮮にあまたの歌に 精進するように」と、 竹内平吉が命名      | イナミ ターコ             |      | 1964年 | |
| 一色碧       | いっしき みどり   | 1月5日   | 兵庫県         | 龍野高等学校         | 初代・尾上さくらが命名                                                             | トヨコちゃん              |      | 1962年 | |
| 歌敷孝子     | うたしき たかこ   | 5月7日   | 兵庫県         | 神戸市立西代中学校   |                                                                                    | 孝ちゃん                  |      | 1961年 | 娘は歌敷綾花                                                                                                  |
| 歌園いすゞ   | うたぞの いすず   | 8月6日   | 兵庫県         | 武庫川学院           | 咲き乱れし名曲の花園に 私淑して甲子園の喚声を越えて 四方に響き渡る良き歌声を夢見て | ドリちゃん ドイちゃん     |      | 1961年 | 夫は元プロ野球選手の河津憲一 娘は鈴奈美央・鈴奈沙也                                                           |
| 沖白帆       | おき しらほ       | 12月25日 | 和歌山県       | 大阪市立平野中学校   | 母が命名                                                                           | キョンちゃん              |      | 1962年 | |
| 佳島史枝     | かしま ふみえ     | 4月26日  | 岐阜県岐阜市   | 岐阜市立加納中学校   |                                                                                    | サカエちゃん              |      | 1957年 | |
| 加茂さくら   | かも さくら       | 7月16日  | 東京都港区     | 鴨沂高等学校         | 平井房人が命名                                                                     | テルちゃん                | 娘役 | 1971年 | 妹は加茂すみれ                                                                                                |
| 北青実       | きた あおみ       | 8月19日  | 北海道         | 北星学園高等学校     | 北海道に因み葦原邦子が命名                                                         | ユキタン                  |      | 1959年 | |
| 早乙女寿美江 | さおとめ すみえ   | 6月14日  | 東京都         | 武蔵野女子学院       | 好きな寿という字を本名に当てる                                                     | 乙女ちゃん オトメゴ       |      | 1959年 | |
| 志摩好美     | しま よしみ       | 7月28日  | 大阪府         | 梅花学園             |                                                                                    | オータン                  |      | 1971年 | 改名後・志摩美帆 （しま みほ）                                                                                |
| 島村葉子     | しまむら ようこ   | 12月7日  | 東京都         | 宝塚中学校           |                                                                                    | 黒ちゃん                  |      | 1958年 | 父は軽演劇作家・島村竜三 夫はハナ肇                                                                           |
| 澄空りえか   | すみぞら りえか   | 1月3日   | 東京都         | 東京女子高等学校     | 近藤令子が命名                                                                     | ヨコちゃん                |      | 1959年 | |
| 園浅慈       | その あさじ       | 3月9日   | 兵庫県西宮市   | 西宮市立西宮高等学校 |                                                                                    | タケちゃん                |      | 1960年 | |
| 宝美千代     | たから みちよ     | 4月15日  | 兵庫県宝塚市   | 梅花学園             | 宝塚で出生なので母が命名                                                           | イマイちゃん チエコちゃん |      | 1959年 | 姉は月影美砂                                                                                                  |
| 千草千代     | ちぐさ ちよ       | 1月9日   | 大阪府         | 豊中高等学校         | 白井鐵造が命名                                                                     | 山ちゃん ぼうや           |      | 1959年 | |
| 千波淳       | ちなみ じゅん     | 5月2日   | 東京都         | 立正女学園           | 大村順二が考案                                                                     | ヤッコ アツコ             |      | 1969年 | 妹は千波静・千波薫 姪は千波ゆう                                                                               |
| 月野てるこ   | つきの てるこ     | 4月21日  | 兵庫県神戸市   | 長田高等学校         | 白井鐵造が命名                                                                     | マコ                      |      | 1959年 | 娘は大峯麻友                                                                                                  |
| 鼓京子       | つづみ きょうこ   | 9月2日   | 兵庫県尼崎市   | 武庫川女子学院       | 両親が命名                                                                         | キヨちゃん                |      | 1955年 | |
| 夏亜矢子     | なつ あやこ       | 1月21日  | 愛知県名古屋市 | 金城学院高等学校     |                                                                                    | ナカちゃん                | 娘役 | 1964年 | 義姉は美吉野一也 娘は夏毬子                                                                                   |
| 旗雲朱美     | はたぐも あけみ   | 12月5日  | 東京都         | 立教女学院高等学校   |                                                                                    | ヨーちゃん                | 男役 | 1958年 | 童話・ミュージカル作家・山崎陽子                                                                              |
| 初川かすみ   | はつかわ かすみ   | 3月11日  | 広島県         | 清ヶ丘高等学校       |                                                                                    | かすみちゃん              |      | 1961年 | 娘は花丘美幸                                                                                                  |
| 花里いづみ   | はなざと いづみ   | 7月20日  | 山口県         | 下関梅光女学園       | 引田一郎が選定                                                                     | マッキー シーちゃん       |      | 1959年 | |
| 双葉香       | ふたば かおり     | 11月3日  | 東京都         | 大東学園中等部       |                                                                                    | ハコちゃん ベビー         |      | 1959年 | |
| 宝城清子     | ほうじょう きよこ | 3月19日  | 山口県         | 下関東高等学校       | 出生の土地に因む                                                                   | キヨちゃん                |      | 1957年 | |
| 三島節子     | みしま せつこ     | 2月11日  | 京都府京都市   | 精華女子学園         |                                                                                    | セッちゃん                |      | 1963年 | |
| 緑川由美     | みどりかわ ゆみ   | 8月25日  | 岡山県         | 操山高等学校         | 袴の緑と 武庫川の川を取って 兄が命名                                               | ノンコ ノンちゃん         |      | 1963年 | |
| 都乃錦       | みやこの にしき   | 1月17日  | 東京都         | 十文字高等学校       | 白井鐵造が命名                                                                     | イチドウヤ                |      | 1965年 | 改名後・都にしき （みやこ にしき）                                                                            |
| 美吉野一也   | みよしの かずや   | 6月30日  | 東京都         | 竹ノ台高等学校       |                                                                                    | ミコタン                  |      | 1980年 | 姪は夏毬子 義妹は夏亜矢子                                                                                     |
| 村雨千鶴     | むらさめ ちづる   | 10月31日 | 兵庫県         | 神戸市立西代中学校   | 神戸市須磨区                                                                       | アコちゃん                |      | 1969年 | 神戸須磨・国宝村雨堂                                                                                          |
| 八雲月路     | やぐも つきじ     | 4月11日  | 神奈川県横浜市 | 横浜共立学園         | 父の出身地に因み、 八雲は小泉八雲                                                  |                           |      | 1958年 | |
| 芳原治登     | よしはら はると   | 1月22日  | 兵庫県         | 西宮大社中学校       | 吉原治良が命名                                                                     | エッちゃん                |      | 1970年 | 改名後・花野都（はなの みやこ）                                                                               |
| 和歌鈴子     | わか すずこ       | 12月6日  | 兵庫県         | 神戸松蔭女子学院     | 小林一三が命名                                                                     | ミツちゃん                |      | 1964年 | 夫は俳優の天野新二 娘は俳優・歌手の松本友里                                                                   |
| 若尾鮎子     | わかお あゆこ     | 9月12日  | 大阪府大阪市   | 福島中学校           | 錢谷信昭が命名                                                                     | おネエちゃん              |      | 1963年 | 夫は宝塚歌劇団音響監督の松永浩志                                                                              |